# Francesc Domingo
Francesc Domingo i Segura (Barcelona, 1893 - São Paulo, 1974) fue un pintor y grabador español, vinculado a la segunda generación del novecentismo. Estudió en la Escuela de Bellos Oficios de la Mancomunidad de Barcelona. 

## Biografía
Fue uno de los miembros fundadores de la Agrupación Courbet. Durante la década de 1920 vivió en París y Bretaña, para volver a Barcelona en 1931, donde estuvo fuertemente vinculado a la actividad cultural de la ciudad durante la Guerra Civil. En 1951 marchó a vivir a Buenos Aires y más adelante a São Paulo, ciudad donde impartió clases de grabado en la escuela de Bellas Artes, abrió una galería de arte y fundó el Grupo Bisonte. Durante estos años realizó exposiciones por Europa, América del Sur y Estados Unidos. Su obra Els Jugadors se puede ver en el Museo Nacional de Arte de Cataluña.
Francesc Domingo i Segura hizo varias obras en Cataluña entre ellas la construcción de la antigua Caja de Ahorros de Vilanova que representa el trabajo y la familia. Ilustró varios números de los Quaderns de poesia.